# Зведру
Зведру (англ. Zwedru), также Чиен — город на северо-востоке Либерии. Административный центр графства Гранд-Геде.

## География
Расположен примерно в 296 км к востоку от столицы страны, города Монровия, недалеко от границы с Кот-д’Ивуаром. Окружён тропическими лесами. Абсолютная высота — 274 метра над уровнем моря.

## Экономика
До первой гражданской войны в Либерии он был важным центром деревоперерабатывающей промышленности и производства древесины.

## Население
По данным на 2013 год численность населения составляет 5680 человек. Основная этническая группа — кран.
Динамика численности населения города по годам:
| 1984   | 2008  | 2013  |
| ------ | ----- | ----- |
| 15 000 | 5 131 | 5 680 |